# Ungheni (gmina w okręgu Ardżesz)
Ungheni – gmina w Rumunii, w okręgu Ardżesz. Obejmuje miejscowości Colțu, Găujani, Goia, Humele, Satu Nou i Ungheni. W 2011 roku liczyła 3187 mieszkańców.